# Куршман, Карл Фридрих
Карл Фридрих Куршман (нем. Karl Friedrich Curschmann; 21 июня 1805, Берлин, — 24 августа 1841, Лангфур, ныне в черте Гданьска) — немецкий композитор и оперный певец-тенор.
Родился в семье виноторговца. Пел в хоре мальчиков, затем изучал право, но в итоге предпочёл музыкальную карьеру. В Касселе учился у Луи Шпора и Морица Гауптмана, здесь же успешно дебютировал комической оперой «Абдул и Эринье» (нем. Abdul und Erinieh; 1828), действие которой происходит при дворе Гаруна аль Рашида (в увертюре и финале употреблены инструментальные средства создания экзотического, условно турецкого колорита). После четырёх лет в Касселе Куршман вернулся в Берлин, где женился на певице Элеоноре Розе Беренд.
Основу композиторского наследия Куршмана составляют 83 песни, принесшие ему широкую прижизненную популярность. Энциклопедический словарь Брокгауза и Ефрона полагал Куршмана «лучшим композитором немецких песен в народном духе», Рохус фон Лилиенкрон во «Всеобщей немецкой биографии» указывает, что Куршман был «музыкален по натуре и хорошо подготовлен, но ему не хватало глубины и оригинальности».